# 美國超級艦隊
《美國超級艦隊》（英語：American Warships）是一部2012年的科幻動作片，由桑德·列文執導，疯人院影业發行，2012年5月15日在Syfy頻道首映。按照瘋人院電影的傳統，這部電影是孩之寶工作室/环球影业電影《超級戰艦》的極低預算模仿片。
最初這部電影的標題是《美國超級戰艦》（American Battleship），但環球影業後來因為電影與他們的電影相似而將疯人院影业捲入版權訴訟。由於爭議，影片的名字改為《美國超級艦隊》。

## 剧情
艾奧瓦號戰艦即将退役，正在最後一次航行，之后就会變成水上博物館。當企業號航空母艦遭到神秘力量的攻擊和摧毀時，第三次世界大戰迫在眉睫。艾奧瓦號的艦長追逐一艘看不見的船，他們發現這是一支在地球上發動戰爭的外星力量。只有這最後一艘美國戰艦的船員擋住了他們的去路（艾奧瓦號的過時技術不受外星人的电磁脉冲武器的影響）。
戰鬥期間，在华盛顿特区，麥克拉肯將軍斡旋于美國和世界其他大國之間的高風險邊緣政策，因為朝鲜的幾個沿海城鎮也遭到襲擊，外星人顯然想要讓世界自我毀滅。麥克拉肯 透过外交努力想要為艾奧瓦號爭取時間來提供外星人入侵的證據。

## 反响
The Geek Twins將這部電影評為2.5星（共五星）。